# سرني آشوب (مقاطعة فارياب)
سرني آشوب (بالفارسية: سرنی آشوب) هي قرية تقع في الناحية المركزية في مقاطعة فارياب بمحافظة كرمان في إيران. يقدر عدد سكانها بـ 685 نسمة بحسب إحصاء 2016.